# Томас Кречманн
Тóмас Крéчманн (нім. Thomas Kretschmann, нар. 8 вересня 1962 року, Дессау, округ Галле, Німецька Демократична Республіка) — німецький актор. Зіграв багато ролей як у європейських, так і американських фільмах, серед його найвідоміших ролей роль лейтенанта Ганса фон Віцланда у фільмі «Сталінград», гауптманна Вільма Гозенфельда у фільмі «Піаніст», Германна Фегеляйна у фільмі «Бункер», капітана Енгґлгорна у фільмі «Кінг Конг», майора Отто Ремера у фільмі «Операція «Валькірія» та роль барона Вольфганга фон Штрукера у фільмах кіновсесвіту Marvel «Перший месник: Друга війна» та «Месники: Ера Альтрона». Був двічі номінований на Німецьку телевізійну премію (нім. Deutscher Fernsehpreis) як найкращий актор, а також на Європейський кіноприз та кінопремію Ніка.
Окрім цього Томас Кречманн є одним із засновників Німецької кіноакадемії.

## Ранні роки
Томас Кречманн народився в сім'ї вчительки, яка виховувала сина самостійно.
У свої юні роки Томас був талановитим плавцем: хлопець почав займатися плаванням у віці 6 років у басейні рідного міста Дессау й уже в десятирічному віці вступив до спортивного інтернату в Галле. За рік він був членом олімпійської збірної НДР і згодом здобув низку чемпіонських титулів, але у віці 17 років Кречманн залишив професійний спорт і пізніше закінчив школу. Він познайомився з деякими акторами та митцями, які надихнули його подати документи до Вищої школи акторського мистецтва Ернста Буша в Берліні. Попри успішну здачу вступних іспитів він, утім, не почав навчання, адже вирішив втекти до Західної Німеччини. У вересні 1983 року він потрапив до ФРН через Угорщину, Югославію та Австрію.

## Карʼєра
Наприкінці 1980-х років Томас Кречманн почав навчатися на актора в школі акторської майстерності „Der Kreis“ у Берліні, яку покинув через три місяці. У віці 25 років він почав зніматися у фільмах та серіалах, а його повноцінний кінодебют відбувся у фільмі «Співучасник» (нім. Der Mitwisser) у 1989 році; за цю роль Кречманн у 1991 році отримав нагороду кінофестивалю Макса Офюля як найкращий молодий актор. У 1993 році він зіграв свою першу роль у повнометражному фільмі «Сталінград», а міжнародне визнання здобув завдяки ролі маніяка Альфредо Ґроссі у фільмі Даріо Ардженто «Синдром Стендаля» (англ. The Stendahl Syndrome).
На початку 2000-х Кречманн почав отримувати ролі в голлівудських фільмах: зокрема, у 2002 році він зіграв роль у фільмі «Блейд II» та у «Піаністі» режисера Романа Полянського, де виконав роль німецького офіцера Вільма Гозенфельда, яка принесла йому славу у Голлівуді. У пізніші роки Кречманн часто виконував ролі офіцерів у фільмах про Третій Рейх: наприклад, ролі Германа Фегеляйна в картині режисера Олівера Гіршбіґеля «Бункер» (2004), Отто-Ернста Ремера у фільмі «Операція «Валькірія» (2008) (причому розглядався на роль Клауса фон Штауффенберга до того, як на цю роль був затверджений Том Круз) та Адольфа Айхмана в біографічному фільмі «Айхман» (англ. Eichmann) (2007).
Перша поява Кречманна на американських телеекранах відбулась у 2003 році, коли той зʼявився у двох епізодах серіалу «24»; пізніше він також узяв участь у серіалі «Мисливці за старовиною». У 2004 році Кречманн зіграв роль майора Тімоті Кейна у фільмі «Оселя зла: Апокаліпсис» та в тому ж самому році виконав роль у французькому фільмі «Безсмертні: Війна світів», який здобув популярність, зокрема, через взаємодію на екрані персонажів, згенерованих за допомогою комп'ютера, та реальних акторів. У 2005 році Кречманн отримав роль у фільмі Пітера Джексона «Кінг-Конг».
9 березня 2006 року в кінопрокат мав вийти горор «Канібал з Ротенбурга» (нім. Rohtenburg), у якому Кречманн зіграв роль канібала Олівера Гартвіна. Натхненням для цієї картини послужила історія канібала Арміна Майвеса, проте той вбачив у фільмі порушення своїх особистих прав та подав судовий позов проти показу стрічки. Позов було все ж відхилено й премʼєра стрічки відбулася у 2009 році; за цю роль Кречманн здобув головну нагороду як найкращий актор на кінофестивалі в Сіджасі 2006 року (спільно із партнером по фільму Томасом Губером) та головну нагороду як найкращий актор на Пучхонському Міжнародному фестивалі фантастичного кіно у 2007 році.
У 2008 році Кречманн мав зіграти роль Йоганна Краусса у фільмі Ґільєрмо дель Торо «Хеллбой 2: Золота армія», проте через деякий час режисер вирішив, що голос Кречманна не відповідав звучанню, яке мало бути в персонажа, тому цю роль зрештою отримав Сет Мак-Фарлейн. Утім, того ж року Кречманн з'явився у фільмі «Особливо небезпечний», де його партнерами по знімальному майданчику були Анджеліна Джолі, Морган Фрімен та Джеймс Мак-Евой.
У 2009 році Кречманна можна було побачити в американському телесеріалі «Проблиски майбутнього» та в британському байопіку «Молода Вікторія» в ролі короля Леопольда І — останній фільм у 2010 році отримав три кінопремії Оскар за найкращу роботу художника-постановника, за найкращий грим та зачіски та за найкращий дизайн костюмів.
У 2010 році Кречманн повернувся до Німеччини, щоб зіграти роль у романтичній комедії «Двовухі курчата», а влітку того ж року переїхав до Малайзії для роботи над фільмом «Дитина джунглів» (Dschungelkind) — адаптацією однойменного роману Сабіне Кюґлер, яка вийшла на екрани у 2011 році. У тому ж самому році Кречманн брав участь у кампанії бренду Johnnie Walker під назвою «Walk With Giants», у ході якої розповів про своє становлення як особистості.
Пізніше Томас Кречманн підписав контракт з Marvel Studios на виконання ролі барона Вольфганга фон Штрукера у декількох фільмах студії; у цій ролі його можна побачити у фільмах «Перший месник: Друга війна» (2014) та «Месники: Ера Альтрона» (2015).
Томас Кречманн часто озвучує свої ролі на екрані для німецькомовного дубляжу. Окрім акторської діяльності, він працював моделлю та брав участь у кількох рекламних кампаніях відомих брендів, наприклад, Hugo Boss.

## Приватне життя
Протягом 12 років Кречманн був одружений з Леною Роклін. Пара має трьох дітей: 1998, 1999 та 2002 років народження. У 2009 році пара оголосила про розлучення.
З березня 2009 по червень 2010 року Кречманн був помічений у стосунках з німецько-іранською фотомоделлю Шерміне Шахрівар.

## Фільмографія
| Рік       |    | Українська назва                                                | Оригінальна назва                                         | Роль                                 |
| --------- | -- | --------------------------------------------------------------- | --------------------------------------------------------- | ------------------------------------ |
| 1985      | тф | Західник                                                        | Westler                                                   | солдат                               |
| 1989      | с  | Старий                                                          | Der Alte                                                  | племінник Кресса (1 серія)           |
| 1989      | ф  | Співучасник                                                     | Der Mitwisser                                             | Пауль                                |
| 1989      | с  | Radiofieber                                                     | Радіолихоманка                                            |                                      |
| 1992      | ф  | Світло в пітьмі                                                 | Shining Through                                           | перехожий на вокзалі                 |
| 1992      | ф  | Серце воїна                                                     | Krigerens Hjerte                                          | лейтенант Максимілліан Людт          |
| 1993      | ф  | Сталінград                                                      | Stalingrad                                                | лейтенант Ганс фон Вінцланд          |
| 1993      | ф  | Щурі                                                            | Die Ratte                                                 | Свен                                 |
| 1993      | ф  | Ангел без крил                                                  | Engel ohne Flügel                                         | Ахім Поссарт                         |
| 1994      | с  | Інспектор Деррік                                                | Derrick                                                   | чоловік вбивці (1 серія)             |
| 1994      | тф | По ту сторону моря                                              | Jenseits der Brandung                                     | Пауль Ауґустін                       |
| 1994      | ф  | Королева Марго                                                  | La Reine Margot                                           | Нансе                                |
| 1994      | ф  | Інтриги                                                         | Affären                                                   | Анді                                 |
| 1995      | тф | Я кохаю чоловіка своєї доньки                                   | Ich liebe den Mann meiner Tochter                         | Міхаель                              |
| 1995      | ф  | Палаюче серце                                                   | Brennendes Herz                                           | Ґустав Реґлер в молодості            |
| 1995      | тф | Ми разом одні з тобою                                           | Wir zusammen allein mit dir                               | Вольф Єнсен                          |
| 1995      | тф | Анна                                                            | Anna – Im Banne des Bösen                                 | Штефан Ріхтер                        |
| 1996      | ф  | Синдром Стендаля                                                | The Stendhal Syndrome                                     | Альфредо Ґроссі                      |
| 1996      | ф  | Крокуючи в темряві                                              | Marciando nel buio                                        | сержант Джанні Трикаріко             |
| 1997      | ф  | Абсолютна реальність                                            | Total Reality                                             | командир Туніс                       |
| 1997      | тф | Крадійка                                                        | Die Diebin                                                | Тім Кайзер                           |
| 1997      | ф  | Дотик                                                           | Il Tocco: la sfida                                        | Крістофер                            |
| 1997      | ф  | Принц Веліант                                                   | Prince Valiant                                            | Таґнар                               |
| 1997      | ф  | Принцеса та жебрак                                              | La Principessa E Il Povero                                | Міґаль                               |
| 1998      | ф  | Вбивча пара                                                     | Coppia omicida                                            | Доменіко                             |
| 1998      | ф  | Випадок з дівчиною                                              | Die Mädchenfalle – Der Tod kommt online                   | Маґнус Зібер                         |
| 1998      | тф | Ніна                                                            | Nina – Vom Kinderzimmer ins Bordell                       | Міхаель                              |
| 1999      | с  | Соліст                                                          | Der Solist – Kein Weg zurück                              | Філіпп Ланарт (4 серії)              |
| 1999      | тф | Цариця Естер                                                    | Die Bibel – Esther                                        | цар Ксеркс                           |
| 1999—2001 | с  | Мисливці за старовиною                                          | Relic Hunter                                              | Курт Райнер (3 серії)                |
| 2000      | ф  | Білява бестія                                                   | Das blonde Biest – Wenn Mutterliebe blind macht           | Джонні Кріґер                        |
| 2000      | ф  | U-571                                                           | U-571                                                     | капітан Ґюнтер Васснер               |
| 2001      | ф  | Вороже захоплення                                               | Feindliche Übernahme – althan.com                         | Роберт Фернау                        |
| 2001      | ф  | Хрестоносці                                                     | I Cavalieri che fecero l'impresa                          | Ванні делле Рондіні                  |
| 2002      | ф  | Батько                                                          | Rua Alguem 5555: My Father                                | Германн М.                           |
| 2002      | ф  | Блейд II                                                        | Blade II                                                  | лорд Елі Дамаскінос                  |
| 2002      | ф  | Піаніст                                                         | Der Pianist                                               | гауптманн Вільм Гозенфельд           |
| 2003      | с  | 24                                                              | 24                                                        | Макс (2 серії)                       |
| 2004      | ф  | Ю-429. Підводна в'язниця                                        | In Enemy Hands                                            | перший офіцер Людвіґ Кремер          |
| 2004      | ф  | Оселя зла: Апокаліпсис                                          | Resident Evil: Apocalypse                                 | майор Тімоті Кейн                    |
| 2004      | ф  | Безсмертні: Війна світів                                        | Immortel (ad vitam)                                       | Нікопол                              |
| 2004      | ф  | Бункер                                                          | Der Untergang                                             | Герман Фегеляйн                      |
| 2004      | ф  | Голова в хмарах                                                 | Head in the Clouds                                        | штурмбанфюрер Франц Бітріх           |
| 2004      | тф | Карате-пес                                                      | Karate Dog                                                | Ґербер                               |
| 2004      | тф | Франкенштейн                                                    | Frankenstein                                              | доктор Віктор Геліос                 |
| 2005      | ф  | Снігова країна                                                  | Schneeland                                                | Арон                                 |
| 2005      | ф  | Крапля                                                          | The Drop                                                  |                                      |
| 2005      | ф  | Кінг-Конг                                                       | King Kong                                                 | капітан Енґлгорн                     |
| 2005      | тф | Не бійтеся! – Життя Папи Римського Івана Павла ІІ               | Fürchtet euch nicht! – Das Leben Papst Johannes Pauls II. | Іван Павло ІІ                        |
| 2005      | вг | King Kong                                                       | Peter Jackson's King Kong: The Official Game of the Movie | капітан Енґлгорн                     |
| 2006      | ф  | Канібал з Ротенбурга                                            | Rohtenburg                                                | Олівер Гартвін                       |
| 2006      | ф  | Братство каменю                                                 | Le Concile de Pierre                                      |                                      |
| 2006      | ф  | Селестинські пророцтва                                          | Die Prophezeiungen von Celestine                          | Віл                                  |
| 2006      | вг | 24: The Game                                                    | 24: The Game                                              | Макс                                 |
| 2007      | ф  | Пророк                                                          | Next                                                      | містер Сміт                          |
| 2007      | ф  | Транзит                                                         | In Tranzit                                                | Макс Борт                            |
| 2007      | ф  | Дикі кури та любов                                              | Die Wilden Hühner und die Liebe                           | Кристіан, батько Шпротте             |
| 2007      | ф  | Чому чоловіки ніколи не слухають, а жінки не вміють паркуватися | Warum Männer nicht zuhören und Frauen schlecht einparken  | Пауль                                |
| 2007      | ф  | Айхман                                                          | Eichmann                                                  | Адольф Айхман                        |
| 2007      | с  | Біонічна жінка                                                  | Bionic Woman                                              | Чоловік (1 серія)                    |
| 2008      | тф | Могадішу                                                        | Mogadischu                                                | Юрґен Шуманн                         |
| 2008      | ф  | Транссибірський експрес                                         | Transsiberian                                             | Колзак                               |
| 2008      | ф  | Особливо небезпечний                                            | Wanted                                                    | Кросс                                |
| 2008      | тф | Морський вовк                                                   | Der Seewolf                                               | Вольф Ларсен                         |
| 2008      | ф  | Операція «Валькірія»                                            | Valkyrie                                                  | майор Отто-Ернст Ремер               |
| 2009      | ф  | Місто розлук                                                    | Separation City                                           | Клаус Бекер                          |
| 2009      | ф  | Король-завойовник                                               | King Conqueror                                            | Архієпископ Таррагони                |
| 2009—2010 | с  | Проблиски майбутнього                                           | FlashForward                                              | Штефан Кріґер                        |
| 2009      | тф | Ромі                                                            | Romy                                                      | Гаррі Маєн                           |
| 2009      | ф  | Молода Вікторія                                                 | The Young Victoria                                        | король Леопольд І                    |
| 2009      | ф  | Двовухі курчата                                                 | Zweiohrküken                                              | Людо Декер                           |
| 2009      | вг | Wanted: Weapons of Fate                                         | Wanted: Weapons of Fate                                   | Кросс                                |
| 2010      | тф | Кордон                                                          | Die Grenze                                                | Максиміліан Шнелль                   |
| 2010      | ф  | Великий вибух                                                   | The Big Bang                                              | Фрайзер                              |
| 2011      | ф  | Дитина джунглів                                                 | Dschungelkind                                             | Клаус Кюґлер                         |
| 2011      | ф  | Що за хлопець?                                                  | What a Man                                                | Єнс                                  |
| 2011      | мф | Тачки 2                                                         | Cars 2                                                    | Професор Цюндапп (озвучування)       |
| 2011      | тф | Загибель Лаконіі                                                | The Sinking of the Laconia                                | Карл Деніц                           |
| 2011      | ф  | Хостел 3                                                        | Hostel: Part III                                          | Флеммінг                             |
| 2011      | с  | Плащ                                                            | The Cape                                                  | Грегор Великий                       |
| 2012      | с  | Річка                                                           | The River                                                 | капітан Курт Брінільдсон             |
| 2012      | ф  | Дракула 3D                                                      | Dracula 3D                                                | Дракула                              |
| 2013      | ф  | Сталінград                                                      | Сталинград                                                | гауптман Петер Кан                   |
| 2013      | ф  | Відкрита могила                                                 | Open Grave                                                | Лукас                                |
| 2013—2014 | с  | Дракула                                                         | Dracula                                                   | Ебрахем ван Хелсінг                  |
| 2013      | ф  |                                                                 | The Galapagos Affair: Satan Came to Eden                  | Фрідріх Ріттер (оповідач / озвучка)  |
| 2014      | ф  | Перший месник: Друга війна                                      | Captain America: The Winter Soldier                       | барон Вольфганг фон Штрукер          |
| 2014      | ф  | Ліга мрії                                                       | United Passions                                           | Горст Дасслер                        |
| 2014      | ф  | Пластик                                                         | Plastic                                                   | Марсель                              |
| 2015      | ф  | Месники: Ера Альтрона                                           | Avengers: Age of Ultron                                   | барон фон Штрукер                    |
| 2015      | ф  | Хітмен: Агент 47                                                | Hitman: Agent 47                                          | Ле Клерк                             |
| 2016      | ф  | Павільйон сміху                                                 | Whiskey Tango Foxtrot                                     | пасажир літака                       |
| 2016      | ф  | Півтора шпигуна                                                 | Central Intelligence                                      | покупець                             |
| 2017      | ф  | Таксист                                                         | 택시운전사 Taxi Unjeonsa                                  | Юрґен Гінцпетер                      |
| 2017      | ф  | Джунглі                                                         | Jungle                                                    | Карл Рупрехтер                       |
| 2017      | с  | Берлінська резидентура                                          | Berlin Station                                            | Отто Ґанц                            |
| 2017      | ф  | Святий                                                          | The Saint                                                 | Райт Маріус                          |
| 2017      | ф  | Блакитний Маврікій                                              | The Blue Mauritius                                        | Гольтц                               |
| 2017      | ф  | Стреттон                                                        | Stratton                                                  | Григорій Баровський                  |
| 2018      | ф  | Закатати в асфальт                                              | Dragged Across Concrete                                   | Лоренц Фоґельманн                    |
| 2018      | ф  | Повітряна куля                                                  | Ballon                                                    | Зайдель                              |
| 2019      | с  | Оповідки                                                        | Lore                                                      | інспектор Ґеорґ Райнґрубер (1 серія) |
| 2018      | ф  |                                                                 | Discarnate                                                | доктор Андре Мейсон                  |
| 2019      | с  | Проєкт «Синя книга»                                             | Project Blue Book                                         | Вернер фон Браун                     |
| 2020      | ф  | Діти Віндерміра                                                 | The Windermere Children                                   | Оскар Фрідманн                       |
| 2020      | с  | Край «Дикий Захід»                                              | Westworld                                                 | Джеральд (1 серія)                   |
| 2020      | с  | Підводний човен                                                 | Das Boot                                                  | Фредерік Берґер                      |
| 2020      | ф  | В очікуванні Ані                                                | Waiting for Anya                                          | нацистський капрал                   |
| 2020      | с  | Страшна казка: Місто янголів                                    | Penny Dreadful: City of Angels                            | Госс                                 |
| 2020      | ф  | Грейхаунд                                                       | Greyhound                                                 | Сірий вовк (голос)                   |
| 2021      | с  | Біохакери                                                       | Biohackers                                                | барон Вольфганг фон Фюрстенберг      |
| 2021      | ф  |                                                                 | American Traitor: The Trial of Axis Sally                 | Йозеф Геббельс                       |
| 2023      | ф  | Безмежний басейн                                                | Infinity Pool                                             | детектив Треш                        |
| 2023      | ф  | Індіана Джонс і реліквія долі                                   | Indiana Jones and the Dial of Destiny                     | оберфюрер СС Вебер                   |
| 2023      | ф  | Ґран Туризмо                                                    | Gran Turismo                                              | Патріс Капа                          |
| 2023      | ф  | Останній контакт                                                | Last Sentinel                                             | Гендріхс                             |
| 2023      | ф  | Позбав нас                                                      | Deliver Us                                                | отець Сол                            |
| 2024      | ф  | Американська зірка                                              | American Star                                             | Томас                                |
| 2024      | ф  | Підвищення                                                      | Upgraded                                                  | Арнольд Ґрант                        |

## Нагороди
- 1991: премія Макса Офюля (нім. Max Ophüls Preis) як найкращому молодому актору у фільмі «Співучасник» (Der Mitwisser)
- 2006: Найкращий актор («Канібал з Ротенбурга», Rohtenburg), Каталонський Міжнародний фестиваль фантастичного кіно
- 2007: Найкращий актор («Канібал з Ротенбурга», Rohtenburg), Пучхонський Міжнародний фестиваль фантастичного кіно
- 2010: номінація на Німецьку телевізійну премію (нім. Deutscher Fernsehpreis) як найкращий головний актор у фільмах «Кордон» (Die Grenze) та «Ромі» (Romy)[16]